# 飛天オンライン
『飛天オンライン』（ひてんオンライン、英: Dream of Mirror Online、中: 軒轅劍網路版2 飛天歷險）は、多人数同時参加型のオンラインゲーム。開発元は台湾のデベロッパー、SOFTSTAR。

## 概要
台湾及び中国で人気を博した、台湾のゲームメーカー大宇資訊制作の武侠ファンタジーRPG『軒轅剣シリーズ（けんえんけんシリーズ）』のオンライン版ゲーム。『軒轅剣シリーズ』を原作とするオンラインゲームとしては『軒轅剣網路版』（日本では未サービス）に次ぐ2作目にあたり、3Dの画面システムが採用されていた。
日本版サービスはガマニアが運営を行っていた。2006年3月13日からクローズドβテストを、4月4日からオープンβテストを開始、同年4月27日から正式サービスが展開され、2011年2月28日をもって日本でのサービスを終了した。

## ストーリー
崑崙鏡を舞台に繰り広げられる武侠ファンタジー。鏡王によってプレイヤーは召喚され、この世界へやってくる。

## 日本版の沿革
2006.03.13  クローズドβテスト開始
2006.04.04  オープンβテスト開始
2006.04.27  正式サービス開始
2006.05.09  朱雀サーバー増設
2006.07.28  白虎サーバー増設
2008.03.26  CLANNADタイアップ
2010.07.22  全サーバー統合により鳳凰サーバーが誕生
2010.07.29  せんとくんタイアップ、新エリア「建木道観」実装、「販売代行システム」実装
2010.10.28  新エリア「朱雀の塔」実装、「流派バトルシステム」実装
2010.12.02  新エリア「崑崙山」実装
2010.12.13  2011年2月28日でサービスを終了することが告知される
2010.12.22  アイテムショップ無料開放
2011.02.03  新エリア「青龍の塔」「白虎の塔」実装、新システム「装備ランクアップシステム」「妖魔還魂システム」実装
2011.02.28  12:00サービス終了

## サーバー
サーバー名はユーザーからの公募により｢四神｣をテーマとしたものになっていた。
- 正式サービス開始時より　青龍サーバー
- 2006年5月9日 18時より　朱雀サーバー増設
- 2006年7月28日 18時より　白虎サーバー増設
- 2010年7月22日より全サーバー統合により鳳凰サーバーが誕生

## 特色

### クエスト
各街の町人ＮＰＣから受けるクエストの事

#### ストーリークエスト
ダユエン、イエンマオ、クントゥの3本のシナリオがある。メインシナリオはダユエン、イエンマオのどちらかで、
プレイヤーが最初に選択しそのシナリオを進めることとなる。クントゥはどちらのクエストを選択しても進行可能である。

#### 流派クエスト
流派（ギルド）単位で受けられるクエスト。

#### 勇士クエスト
各フィールドエリアやダンジョンでＮＰＣから出されるクエスト。

#### 恋人クエスト
結婚システムの項目参照の事。

### 結婚システム
気にいった他ユーザーキャラと恋人クエストをこなし、結婚できる。結婚すれば無期おしゃれや夫婦ならではのアイテムももらえる

### 飛剣
読んで字の如く、武器に乗ってフィールドや街の中を飛ぶことができる。

## プレイヤーキャラクター

### 種族
どの種族を選んでもステータスは変わらず、見た目のみの変化である。
人族(ひとぞく)
人族は現実の世界の人間と同じ姿。
長陽城が主な居住区となっている。
長陽城は中国の伝統的な建築様式の都市であり、街の中心には天体と地震を観測する巨大な計器「渾天儀」が据え付けられている。
天人(てんにん)
天人は宙に浮いて生活しており、武器も宙に浮いている。知恵に秀でており、技術と知識を重んじている。
暴力を好まず外見はあくまで優雅でプライドが高い。
広霊鎮が主な居住地で、湖の上に建設された建物が橋によって渡されている。
湖には巨大な睡蓮が咲いており、美しい景観である。
修羅(しゅら)
特徴的な尻尾を持ち、中国の神話における「犬戎」を元にして創り出された種族。
修羅族がもっとも崇拝するのは力であり、男性の外見は凶暴的、女性は妖艶である。
ヴァルナの谷という鉱工業の土地を居住地としている。
いたるところで採掘や鍛冶の作業が行なわれている工業都市である。
鏡童(かがみわらし)
もともと鏡王を助けるために創り出された種族。
小柄で動きが素早く謙虚な性格で、他者を助けることを使命としているが先天性の健忘症がある。
特定の居住区は持っておらず、他の種族の街に分散している。
他の種族よりやや移動速度が速い。

### 職業
全部で14種類の職種がある。初期職は平民でLv10になると各職業の資格をとるクエストが受けられる。クエストクリア後は資格を得た職業に何度でも転職でき、職業ごとにレベルが上がる。また、ステータスも職業ごとに設定できる。ある職業を育てて取得した天賦を、他の職に転職した際、その潜在天賦として使用することができる。
平民 　
キャラクタ作成時の職業。生産を主とした職業で自身の戦闘力は低い。
剣客 　
物理と法術による攻撃を行う。
刀客 　　
巨大な物理ダメージを与えることを主としている。体力や防御力を犠牲にして大ダメージを与える。
傭兵 　
最も防御力に優れている。
狩人 　
弓を使うため遠距離から物理攻撃ができる。
武術家 　
体力値が高く医者要らず。ＰＶＰ向きのスキルもある。
盗賊 　
回避能力が高く敏捷性に長けている。ＭＯＢからアイテムを盗むことが可能。
道士 　
符を使い、遠距離から巨大な範囲にダメージを与える術士。防御属性変更や移動速度の上昇などもできる。
陰陽師 　
道士より詠唱の短い五行を操る術士。相手を衰弱させたり足止めすることができる。
医者 　
癒しスキルに優れている。パーティーメンバーの回復、攻撃力などのステータスアップをさせることができる。
楽師 　
パーティメンバーの強化、パーティー内のペットの回復、強化ができる。ヘイトが高い。
踊り子 　
相手を衰弱させることに優れている。防御力が弱め。範囲攻撃にも長けている
商人 　
補助アイテムを使うためゲーム内マネーを大量に消費する。薬を投げてメンバーを回復したり、ペットの属性強化をするアイテムを作ることができる。
蟲師 　
毒を操り、相手を衰弱させたり、自らのステータスを上げたりすることができる。また、使役できる簡易ペットや、様様な効果のある蟲を培養することができる。

## NPCキャラクター

### 鏡王
現在登場している鏡王は3人。
崑崙鏡世界の管理者であり十二支の異称を冠した12人がいる。崑崙鏡世界の正常な運営をする役目を担っていたが、その大半が行方不明となる。
鏡王ダユエン
大淵献と書いて亥年を表す。
ひげを生やした厳ついお爺さんといった印象の鏡王。彼によってプレイヤーは鏡世界へやってくることとなる。
鏡王クントゥ
困敦と書いて子年を表す。
胸の大きい女性の鏡王。
鏡王イエンマオ
閹茂と書いて戌年を表す。
眼鏡の青年鏡王。

### ストーリークエスト登場キャラクター
ハラン
突如プレイヤーの前に現れて一緒に戦うことになる主人公その2。
シュオクン
ハランの友達。
ルホン
火鳳凰にとらわれていた少女。チャンフォンの娘。
フルネームは江如紅と書いてジャンルホン。
グーユエ
実は人型をした狐の精。人に育ててもらい恩義を感じている。黒狐道士の兄弟。
チャンフォン
ルホンの父。黄帝剣派の長。
フォンちゃん
鳥っぽい生物。
ミズチちゃん
かめっぽい生物。
トモエちゃん
トカゲっぽい生物。
黒狐道士
黄帝剣を狙う狐の精。グーユエの兄弟。
バトン
蜘蛛の精の青年。黒夫人の息子。
妖虎
二本足で立つ虎の姿をした妖魔。
黒夫人
バトンの母。人型時は妖艶な熟女。妖魔時は人の上半身に蜘蛛の下半身を持つ蜘蛛女王となる。
火眼スオーニ
山賊の頭目。
火鳳凰
燃え盛るような色の鳥の妖魔。人型時は腕が羽の女性。妖魔時は邪凰という名前になる。
蛟
二本の腕が生えた上半身と甲羅のある下半身を持つ妖魔。
巴蛇
三つの頭を持つ蛇の妖魔。中央の首元には老人の顔がある。人型時は翁。

## 関連
- 軒轅剣シリーズ